# Igor Larionov
Igor Nikolajevitj Larionov (ryska: Игорь Николаевич Ларионов), född 3 december 1960 i Voskresensk, Moskva oblast, är en före detta sovjetisk/rysk professionell ishockeyspelare (centerforward). 2008 valdes Larionov in i Hockey Hall of Fame.

## Karriär
Igor Larionov tillhörde det svårstoppade sovjetiska landslaget som under 1980-talet radade upp guld i VM och olympiska spel. Tillsammans med Vladimir Krutov och Sergej Makarov bildade han den klassiska "KLM-kedjan". 
På grund av sin kamp för att sovjetiska spelare skulle tillåtas spela i andra ligor än den inhemska kastades Larionov under en period ut ur landslaget av tränaren Viktor Tichonov. Kaptenen och vännen Vjatjeslav Fetisov, och andra spelares påtryckningar, gjorde dock att Larionov fick komma tillbaka. 
1989 fick Larionov tillåtelse att lämna Sovjetunionen och spela för Vancouver Canucks i NHL. Larionov spelade tre år i Vancouver och var center åt 20-årige Pavel Bure under Bures debutår i Vancouver 1991–92. Efter ett kort mellanspel i HC Lugano i Schweiz 1992–93 började Larionov spela för San Jose Sharks 1993–94 där han återförenades med Sergej Makarov. Larionov spelade tre år i San Jose innan han byttes bort till Detroit Red Wings 24 oktober 1995. I Detroit blev Larionov historisk genom att spela i den första helryska formationen i NHL, tillsammans med Sergej Fjodorov, Vladimir Konstantinov, Vjatjeslav Kozlov och Vjatjeslav Fetisov. Med Red Wings skulle han också vinna Stanley Cup 1997 och 1998. 1 juli 2000 skrev Larionov på för Florida Panthers men spelade bara 26 matcher för laget 2000–01 innan han byttes tillbaka till Detroit, och 2002 vann han Stanley Cup för tredje gången med Red Wings. 10 september 2003 skrev Larionov på för New Jersey Devils och spelade 49 matcher för Devils 2003–04.
Larionov spelade också 2005–06 två matcher i den svenska klubben Brunflo IK i Division 1.
Idag ägnar sig Larionov på heltid åt att sälja viner. Dock kallades Igor in till ryska juniorlandslagstruppen 2020 som assisterande förbundskapten och blev förbundskapten inför JVM 2021. Han är gift med före detta konståkerskan Jelena Batanova.

## Meriter
- OS-guld – 1984 och 1988 (med Sovjetunionen)
- OS-brons – 2002 (med Ryssland)
- VM-guld – 1982, 1983, 1986 och 1989
- VM-silver – 1987
- VM-brons – 1985
- JVM-guld – 1979 och 1980
- Canada Cup-guld – 1981
- Canada Cup-silver – 1987
- Stanley Cup – 1997, 1998 och 2002

## Statistik

### Klubbkarriär
| 1977–78       | Chimik Voskresensk | Sovjet        | 6   | 3   | 0   | 3   | 4   | —   | —  | —  | —  | —  |
| 1978–79       | Chimik Voskresensk | Sovjet        | 32  | 3   | 4   | 7   | 12  | —   | —  | —  | —  | —  |
| 1979–80       | Chimik Voskresensk | Sovjet        | 42  | 11  | 7   | 18  | 24  | —   | —  | —  | —  | —  |
| 1980–81       | Chimik Voskresensk | Sovjet        | 43  | 22  | 23  | 45  | 36  | —   | —  | —  | —  | —  |
| 1981–82       | CSKA Moskva        | Sovjet        | 46  | 31  | 22  | 53  | 6   | —   | —  | —  | —  | —  |
| 1982–83       | CSKA Moskva        | Sovjet        | 44  | 20  | 19  | 39  | 20  | —   | —  | —  | —  | —  |
| 1983–84       | CSKA Moskva        | Sovjet        | 43  | 15  | 26  | 41  | 30  | —   | —  | —  | —  | —  |
| 1984–85       | CSKA Moskva        | Sovjet        | 40  | 18  | 28  | 46  | 20  | —   | —  | —  | —  | —  |
| 1985–86       | CSKA Moskva        | Sovjet        | 40  | 21  | 31  | 52  | 33  | —   | —  | —  | —  | —  |
| 1986–87       | CSKA Moskva        | Sovjet        | 39  | 20  | 26  | 46  | 34  | —   | —  | —  | —  | —  |
| 1987–88       | CSKA Moskva        | Sovjet        | 51  | 25  | 32  | 57  | 54  | —   | —  | —  | —  | —  |
| 1988–89       | CSKA Moskva        | Sovjet        | 31  | 15  | 12  | 27  | 22  | —   | —  | —  | —  | —  |
| 1989–90       | Vancouver Canucks  | NHL           | 74  | 17  | 27  | 44  | 20  | —   | —  | —  | —  | —  |
| 1990–91       | Vancouver Canucks  | NHL           | 64  | 13  | 21  | 34  | 14  | 6   | 1  | 0  | 1  | 6  |
| 1991–92       | Vancouver Canucks  | NHL           | 72  | 21  | 44  | 65  | 54  | 13  | 3  | 7  | 10 | 4  |
| 1992–93       | HC Lugano          | NL-A          | 24  | 10  | 19  | 29  | 44  | 8   | 3  | 15 | 18 | 0  |
| 1993–94       | San Jose Sharks    | NHL           | 60  | 18  | 38  | 56  | 40  | 14  | 5  | 13 | 18 | 10 |
| 1994–95       | San Jose Sharks    | NHL           | 33  | 4   | 20  | 24  | 14  | 11  | 1  | 8  | 9  | 2  |
| 1995–96       | San Jose Sharks    | NHL           | 4   | 1   | 1   | 2   | 0   | —   | —  | —  | —  | —  |
| 1995–96       | Detroit Red Wings  | NHL           | 69  | 21  | 50  | 71  | 34  | 19  | 6  | 7  | 13 | 6  |
| 1996–97       | Detroit Red Wings  | NHL           | 64  | 12  | 42  | 54  | 26  | 20  | 4  | 8  | 12 | 8  |
| 1997–98       | Detroit Red Wings  | NHL           | 69  | 8   | 39  | 47  | 40  | 22  | 3  | 10 | 13 | 12 |
| 1998–99       | Detroit Red Wings  | NHL           | 75  | 14  | 49  | 63  | 48  | 7   | 0  | 2  | 2  | 0  |
| 1999–00       | Detroit Red Wings  | NHL           | 79  | 9   | 38  | 47  | 28  | 9   | 1  | 2  | 3  | 6  |
| 2000–01       | Florida Panthers   | NHL           | 26  | 5   | 6   | 11  | 10  | —   | —  | —  | —  | —  |
| 2000–01       | Detroit Red Wings  | NHL           | 39  | 4   | 25  | 29  | 28  | 6   | 1  | 3  | 4  | 2  |
| 2001–02       | Detroit Red Wings  | NHL           | 70  | 11  | 32  | 43  | 50  | 18  | 5  | 6  | 11 | 4  |
| 2002–03       | Detroit Red Wings  | NHL           | 74  | 10  | 33  | 43  | 48  | 4   | 0  | 1  | 1  | 0  |
| 2003–04       | New Jersey Devils  | NHL           | 49  | 1   | 10  | 11  | 20  | 1   | 0  | 0  | 0  | 0  |
| 2005–06       | Brunflo IK         | Div 1         | 2   | 1   | 3   | 4   | 2   | —   | —  | —  | —  | —  |
| Sovjet totalt | Sovjet totalt      | Sovjet totalt | 457 | 204 | 230 | 434 | 295 | —   | —  | —  | —  | —  |
| NHL totalt    | NHL totalt         | NHL totalt    | 921 | 169 | 475 | 644 | 474 | 150 | 30 | 67 | 97 | 60 |

### Internationellt
| År            | Lag           | Turnering     |               | Matcher | Mål | Assists | Poäng | Utv. |
| ------------- | ------------- | ------------- | ------------- | ------- | --- | ------- | ----- | ---- |
| 1979          | Sovjetunionen | JVM           | 5             | 2       | 4   | 6       | 8     |      |
| 1980          | Sovjetunionen | JVM           | 5             | 3       | 3   | 6       | 4     |      |
| 1981          | Sovjetunionen | CC            | 7             | 4       | 1   | 5       | 8     |      |
| 1982          | Sovjetunionen | VM            | 10            | 4       | 6   | 10      | 2     |      |
| 1983          | Sovjetunionen | VM            | 9             | 5       | 7   | 12      | 4     |      |
| 1984          | Sovjetunionen | OS            | 6             | 1       | 4   | 5       | 6     |      |
| 1984          | Sovjetunionen | CC            | 5             | 1       | 2   | 3       | 6     |      |
| 1985          | Sovjetunionen | VM            | 10            | 2       | 4   | 6       | 8     |      |
| 1986          | Sovjetunionen | VM            | 10            | 7       | 1   | 8       | 4     |      |
| 1987          | Sovjetunionen | VM            | 10            | 4       | 8   | 12      | 2     |      |
| 1987          | Sovjetunionen | CC            | 9             | 1       | 2   | 3       | 6     |      |
| 1988          | Sovjetunionen | OS            | 8             | 4       | 9   | 13      | 4     |      |
| 1989          | Sovjetunionen | VM            | 8             | 3       | 0   | 3       | 11    |      |
| 1996          | Ryssland      | WC            | 5             | 0       | 4   | 4       | 2     |      |
| 2002          | Ryssland      | OS            | 6             | 0       | 3   | 3       | 4     |      |
| Junior totalt | Junior totalt | Junior totalt | Junior totalt | 10      | 5   | 7       | 12    | 12   |
| Senior totalt | Senior totalt | Senior totalt | Senior totalt | 103     | 36  | 51      | 87    | 67   |